# 미야마시
미야마시(일본어: みやま市)는 일본 후쿠오카현 남부에 있는 도시이다. 2007년 1월 29일에 옛 야마토군과 미이케군의 3개 정이 합병하여 발족하였다.

## 지리
후쿠오카현 남부에 위치하고 기타큐슈시에서 남쪽으로 약 100km, 후쿠오카시에서 남쪽으로 약 50km, 구루메시에서 남쪽으로 약 20km 거리에 위치한다. 1급 하천 야베강을 사이에 두고 야나가와시, 지쿠고시, 야메시와, 시미즈산을 사이에 두고 야메군 다치바나정과, 구마가와강과 시 남동부의 산간부로 오무타시와, 또 시 남동부에서는 구마모토현 다마나군 나고미정 및 난칸정과도 인접한다. 시역의 상당수는 쓰쿠기 평야(지쿠고 평야)에 포함되는 평지이고 남서부는 아리아케해와 접한다.
기간산업은 농업이다. 세타카마치 동부 및 남부의 다카타정에서는 주로 벼농사, 세타카마치 북부에서는 하우스 농업으로 가지나 셀러리 재배가 활발히 이뤄지고 있다. 동부를 남북으로 가로지르는 규슈 자동차도의 동쪽 및 옛 야마카와정 지역의 대부분은 산지이고 이 지역에서는 귤을 중심으로 감귤류의 생산이 번성하고 있다. 남부의 아리아케해와 접하는 지역에서는 김 양식을 포함한 어업도 행해지고 있다.
또 옛날에는 야베강을 수상 교통로로 이용하거나 가도가 지나는 등 육상 교통의 요충지였기 때문에 세타카마치 가미쇼, 시모쇼 두 지방구는 일찍이 시가화되어 역참 마을로 번창했고 현재도 주조(酒造)가 활발하다.
시내의 세타카마치 시모쇼, 가미쇼 두 지방구에 시가지가 형성되어 있다. 전체적으로 옛 야마토군 내부 지역끼리의 교류가 활발하지만 시 최북부(세타카마치 나가타 등)는 인접하는 지쿠고시, 다카타마치 남부는 오무타시와의 관계가 강하다.

### 인접한 자치체
- 후쿠오카현
  - 오무타시
  - 야나가와시
  - 지쿠고시
  - 야메시
- 구마모토현
  - 다마나군 나고미정, 난칸정

## 역사
- 2007년 1월 29일 - 옛 야마토군 세타카정·야마카와정과 옛 미이케군 다카타정이 합병해 미야마시가 성립했다.

## 산업
특산품은 가지, 귤, 셀러리, 청주, 죽순, 딸기, 포도, 토마토, 마가린, 매화분재, 가마치 도자기이다.

## 교통

### 철도
- 규슈 여객철도 가고시마 본선
- 서일본 철도 덴진오무타선

### 도로
- 규슈 자동차도
- 국도 208호선
- 국도 209호선
- 국도 443호선